# Porto di Cardiff
Il porto di Cardiff (in inglese: Port of Cardiff o Cardiff Docks, in gallese: Porthladd Caerdydd o Dociau Caerdydd) è un porto nel sud di Cardiff, in Galles.
Aperto nel 1839, al suo apice, il porto era uno dei più grandi sistemi portuali del mondo con una banchina totale di quasi 7 miglia (11 km). Un tempo era il principale porto per le esportazioni di carbone dal Galles meridionale, il porto di Cardiff rimane attivo nell'importazione e nell'esportazione di container, acciaio, prodotti forestali e rinfuse secche e liquide e accoglie anche un numero crescente di navi da crociera

## Storia
In seguito allo sviluppo del carbone trovato nelle aree di Cynon Valley, Rhondda Valley e Merthyr Tydfil del Galles meridionale, l'esportazione di entrambi i prodotti del carbone e del ferro ha richiesto un collegamento marittimo al Canale di Bristol se i volumi economici di prodotto dovevano essere estratti.
Nel 1794 fu completato il Glamorganshire Canal, che collegava l'allora piccola città di Cardiff con Merthyr, e nel 1798 fu costruito un bacino, che collegava il canale al mare. Entro il 1830, Cardiff divenne il principale porto esportatore di ferro, costituendo quasi la metà delle esportazioni britanniche di ferro oltremare; tra il 1840 e il 1870 il volume delle esportazioni di carbone aumentò da 44.350 a 2.219 milioni di tonnellate.